# Солигалич
Солигалич (на руски: Солигалич) е град в Русия, административен център на Солигаличски район, Костромска област. Населението на града към 1 януари 2018 е 5998 души.